# Rhodognaphalon
Rhodognaphalon  es un género de plantas con flores con seis especies perteneciente a la familia Malvaceae. 

## Especies seleccionadas
- Rhodognaphalon brevicuspe
- Rhodognaphalon lukayense
- Rhodognaphalon mossambicense
- Rhodognaphalon schumannianum
- Rhodognaphalon stolzii
- Rhodognaphalon tanganyikense